# Olaf Kjems
Olaf Nielsen Kjems (Odder, 31 maggio 1880 – Vester Vedsted, 11 aprile 1952) è stato un ginnasta danese.

## Palmarès

### Olimpiadi
- 1 medaglia:
  - 1 argento (Stoccolma 1912 nel concorso svedese a squadre)